# فرهاد چهارم

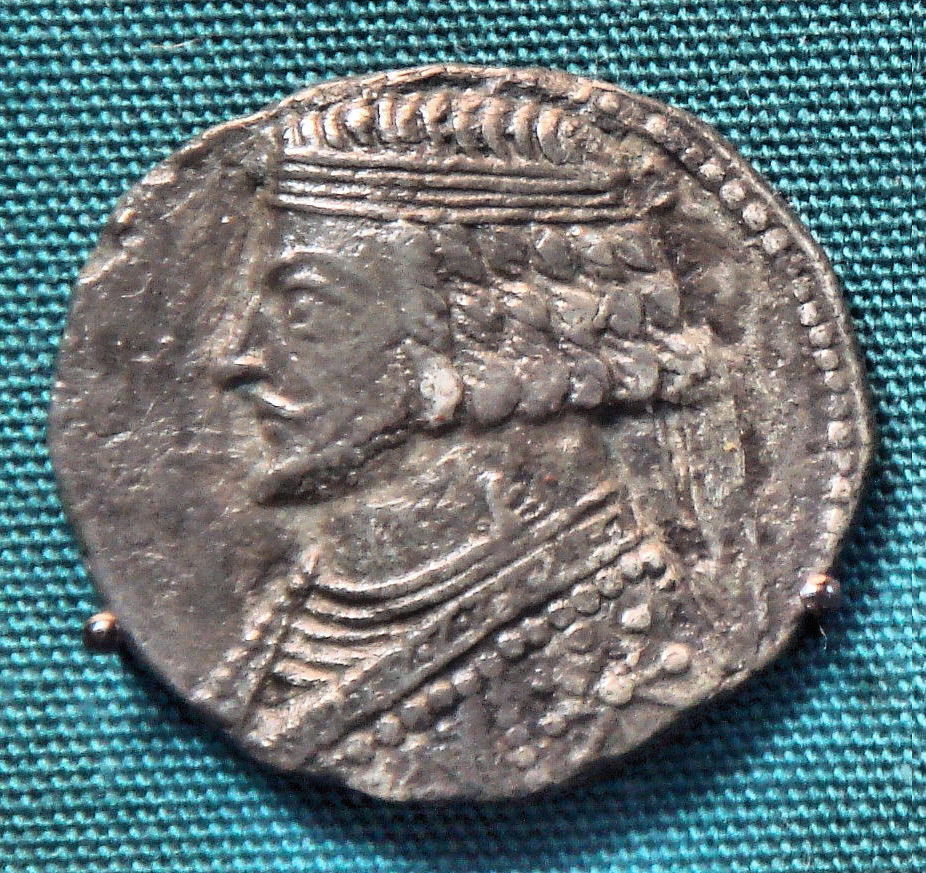
فرهاد چهارم

فرهاد چهارم (اشک چهاردهم) (پادشاهی ۳۷ ق. م - ۲ ق. م) (درگذشت ۲ پیش از میلاد) چهاردهمین شاه ایران از خاندان اشکانی است. پدر وی ارد دوم از سلطنت کناره‌گیری کرد و مقام شاهی را به او واگذار کرد. فرهاد چهارم همین که به تخت نشست، برادران خود را از بین برد. پدر وی که هنوز در قید حیات بود، او را مورد سرزنش قرار داد و فرهاد او را نیز به قتل رسانید. وی بعد به وسیله تیرداد از سلطنت برکنار شد ولی بعد از چند سال به سلطنت بازگشت. با بازگشتش بر قدرت اولین امپراتور روم برای وی کنیز بسیار زیبایی به نام "تئا موزا" که بعداً ملکه موزا اشکانی نام گرفت، فرستاد و این زن به ملکه‌ی اصلی اشکانی و مادر تنها وارث کشور تبدیل شد. فرهاد به دست وارث و ملکه‌اش موزا کشته شد. بعد از مرگ فرهاد مادر و پسر به صورت فرمانروای مشترک به‌طور مساوی و مشترک به تخت نشستند و تاجگذاری کردند.

## سالشمار
- تاجگذاری فرهاد چهارم در تاریخ ۳۸ پیش از میلاد بود.[۱]
- در سال ۳۳ پیش از میلاد تیرداد دوم علیه فرهاد چهارم پادشاه اشکانی شورش کرد. فرهاد چهارم شکست خورده و به آسیای میانه (احتمالاً سغد) عزیمت ;vn.[۱]
- ۲ پیش از میلاد: درگذشت فرهاد چهارم.[۱]

## جنگ با روم
فرهاد به قدری با نجبا سختی می‌کرد که بعضی از آنها جلای وطن کردند و مُنِزس — یکی از سرداران نامی او — نزد مارک آنتوان که یکی از سه زمامدار حکومت سه نفره روم و والی مصر بود، رفت و به او گفت که حاضر است وی را برای نبرد با ایران جهت گرفتن انتقام شکست کراسوس یاری دهد و او را برای حمله به ایران تحریک نمود. فرهاد وقتی که خبر را شنید، سردار مزبور را به دربار خویش فراخواند و از او عمیقاً دلجویی کرد. آنتوان توسط او از فرهاد خواهش کرد که پرچم‌های رومی و اسرایی را در زمان پدر او ارد دوم به دست ایرانیان اسیر شده بودند، را به رومیان بازگرداند؛ ولی این ظاهر کار بود و در خفا آنتوان خود را برای نبرد آماده می‌کرد. وقتی که تجهیزات او کامل شد، با لژیون‌هایی که عدهٔ نفراتشان به صدهزار می‌رسید، راهی ایران شد و پادشاه ارمنستان آرتاوازد دوم (Artavardes) شش هزار پیاده و همان قدر سوار به او داد. آنتوان می‌خواست از طرف فرات وارد خاک ایران شود، ولی چون همهٔ راه‌ها را توسط پارتیان بسته یافت، به طرف ارمنستان رفت. پادشاه ارمنستان به او گفت که تمام قشون ایران در نواحی فرات است و بنابراین به سهولت می‌تواند به آذربایجان حمله برد و پایتخت آن را که پْرَاَسْپا* (تخت سلیمان) نام داشت، تسخیر کند.او به طرف این شهر روانه شد و چون به آنجا رسید، دید که شهر محکم است و ساخلوی کافی دارد. این بود که منتظر ورود بار و بنهٔ قشون و ادوات محاصره گردید. به زودی پارتی‌ها با اسلوب جنگی خودشان بنای تعرض نسبت به رومی‌ها را گذاشتند و ده‌هزار نفر از آنها را کشتند. متعاقب این حمله قشون اَرتاواردِس نیز از پارتی‌ها شکست فاحشی خورد و کار آنتوان سخت گردید.در این بین اشکانیان از فرصت استفاده کردند و به ساز و برگ نظامیان رومی دست یافتند و غنایم زیادی برگرفتند. زمامدار رومی چاره را منحصراً در این دید که عقب‌نشینی کند و راه‌های کوهستانی را پیش گرفت تا از سواره نظام اشکانی در امان باشد. راه کوهستانی دو روز بیش نبود و روز سوم همین که وارد جلگه شد، پارتی‌ها که در کمین آنان بودند، پدیدار شدند و بنای تعرض را گذاشتند. سپس در مدت ۱۹ روز که او در خاک ایران بود، هشت هزار نفر دیگر از رومی‌ها کشته شدند و پس از عبور از ارس اگر چه پارتی‌ها دیگر او را تعقیب نکردند، لیکن از سرمای زمستان و فقدان آذوقه و مشقات راه هشت هزار رومی دیگر نیز مردند و باقی قشون روم خسته و فلاکت‌زده جان به در بردند. خط عقب‌نشینی رومی‌ها از کنارهٔ شرقی دریاچه ارومیه و محل‌هایی بوده که در حوالی تبریز امروزی واقع است.پلوتارک نوشته که آنتوان در این سفر وقتی که مشقات و صدمات عقب‌نشینی را می‌دید، همواره می‌گفت: «آی ده هزار نفر» و منظورش آن ده هزار نفر یونانی بود که در زمان اردشیر دوم بعد از کشته شدن کورش کوچک از کوناکسا عقب‌نشینی کردند و تمام این صدمات را متحمل شدند.
تمجید آنتوان از یونانی‌های مذکور بجاست، لیکن اگر تفاوت اوضاع این زمان و زمان اردشیر دوم را در نظر آوریم، می‌فهمیم که رنج و محن رومی‌ها به مراتب بیشتر بوده، چه در آن زمان از کوناکسا تا ترابوزان متعرض ده هزار نفر یونانی مذکور نشد و در این جنگ، هشتاد هزار نفر رومی وقتی که از ایران خارج می‌شدند، شکر می‌کردند که از دست تیراندازان ایرانی رسته‌اند.
آنتوان برای گرفتن انتقام از ایرانیان بی‌درنگ سپاهی گرد آورد و به ارمنستان تاخت. وی ارمنستان را تصرف کرد و سپس به مصر که مقر فرمانروایی او بود، بازگشت. وی در سال ۳۳ پیش از میلاد به سوی رود ارس بازگشت و با فرمانروای ماد پیمانی بست. در پی این پیمان، بخش‌هایی از ارمنستان به همراه شماری از سپاهیان رومی به فرمانروای ماد واگذار شد. در این هنگام در روم نبرد سیاسی برای قدرت بین مارک آنتوان و رقیبش آگوستوس بالا گرفت. فرهاد چهارم از این پیش‌آمد استفاده کرد و برای باز پس‌گیری سرزمین‌های از دست رفته با سپاهی راهی ماد شد. در نبردی که بین او و فرمانروای ماد درگرفت، فرمانروای ماد شکست خورد و به اسارت درآمد. فرهاد سپس به ارمنستان رفت و آن دیار را از وجود نیروهای رومی پاک کرد و پس از آن، آن دسته از سپاهیان رومی که زیر فرمان ستاسیانوس افسر رومی بودند، را به کلی نابود کرد. مارک آنتوان که عرصه را چنان تنگ دید، با دادن تلفات سنگین ارمنستان را رها کرد و بازگشت.

## زمامداری کوتاه تیرداد
فرهاد چهارم به خاطر پیروزی بر رومیان مغرور و بسیار خشن شد. تغییر رفتار او نابسامانی‌های بسیاری را موجب شد و ارتشیان و بزرگان کشور از او ناراضی شدند. در سال ۳۲ پیش از میلاد شخصی به نام تیرداد بر فرهاد خروج کرد و وی را به آسیای میانه فراری داد. مردم و بزرگان که از فرهاد به خاطر تندروی‌هایش ناراضی بودند، با بر تخت نشستن تیرداد هیچ مخالفتی نکردند. در سال ۳۰ میلادی فرهاد چهارم به کمک سکاها تیرداد را شکست داد و به سوریه فراری داد و دوباره بر تخت شاهی نشست. تیرداد یکی از پسران فرهاد را به عنوان گروگان با خود برد و به نزد اکتاویوس فرمانروای سوریه رفت و پسر فرهاد را به رومیان داد. او از اکتاویوس که در آن زمان آگوستوس نامیده می‌شد، درخواست یاری کرد، ولی آگوستوس از این کار خودداری کرد.
پس از گذشت هفت سال از این واقعه، مذاکراتی میان آگوستوس و فرهاد صورت گرفت. اکتاویوس، پسر فرهاد را به ایران فرستاد و خواستار بازپس دادن پرچم‌های روم بود که ایرانیان در نبردهایشان با رومیان به غنیمت گرفته بودند. آگوستوس برخلاف کراسوس و مارک آنتوان از درگیر شدن در جنگ با ایرانیان خودداری کرد و به بازپس گرفتن پرچم‌ها اکتفا نمود. رومیان پس از دریافت پرچم‌هایشان جشن‌های بزرگ و مفصلی برپا کردند. آگوستوس با فرهاد مناسبات دوستانه‌ای برقرار کرد و در جهت تحکیم این روابط کنیزکی ایتالیایی به نام موزا را برای فرهاد فرستاد.

## تأثیر ملکه موزا بر فرهاد پنجم و مرگ او
موزا برای اینکه بتواند پسری را که از فرهاد داشت، به شاهی برساند، فرهاد را تحریک کرد تا دیگر پسرانش را به روم فرستد تا در آنجا اقامت گزینند. فرهاد چهارم نیز بنابر میل موزا پسرش فرهاد را که از او بود، به جانشینی برگزید. در سال ۲ پیش از میلاد فرهاد به دست فرزند و همسر خود ملکه موزا و فرهاد که پس از او به عنوان فرهاد پنجم و ملکه موزا اشکانی که در قدرت و سلطنت شریک بودند به قدرت رسیدند، مسموم شد. پس از مرگ فرهاد چهارم استحکام و ثبات در شاهنشاهی اشکانی و به ویژه در خاندان شاهی به تدریج کمتر و کمتر شد و موجبات نبردهای خانگی بسیاری را فراهم کرد که تنها به ضعیف شدن و سپس از میان رفتن شاهنشاهی اشکانی کمک کرد.

## سکه شناسی
در دوران فرهاد چهارم و پدرش، تولید سکه به اوج خود رسید و تنها فرمانروای اشکانی که تعداد مشابهی سکه ضرب نموده، مهرداد دوم (۱۲۴-۸۸ ق.م) بود. فرهاد چهارم بیشتر همان سبک ضرب سکه اشکانی را که در زمان پدرش به کار می رفت، حفظ کرد. روی سکه هایش او را با موی کوتاه و ریش و سبیل مشهود نشان می دهد. به گفته مورخ معاصر وستا سرخوش کورتیس، این چهره بسیار شبیه تندیس شمی است که در کوه های بختیاری در جنوب غربی ایران کشف شده و در حال حاضر در موزه ملی ایران در تهران نگهداری می شود. پرنده ای شکاری پشت سر او حضور دارد که با فر یعنی شکوه پادشاهی همراه است. این پرنده که احتمالاً نمادی از پرنده ایزد بهرام است، یک تاج گل یا یک حلقه گل بر منقار دارد. 
تصویر پشت سکه، کمانداری نشسته را نشان می دهد که کلاهی نرم (باشلیق) بر سر دارد و بر تخت نشسته است. کورتیس به شباهت نزدیک آن به تخت پادشاهان هخامنشی اشاره می کند که بر روی نقش برجسته های سنگی تخت جمشید به تصویر کشیده شده است. با این حال، پشت دیگر سکه‌های او صحنه‌ای از اعطای نشان را نشان می‌دهد، جایی که ارد دوم در حال دریافت دست افزار الهه یونانی توخه است. در عصر اشکانیان، ایرانیان از شمایل نگاری هلنیستی برای به تصویر کشیدن چهره های الهی خود استفاده می کردند،بنابراین صحنه اعطای نشان را می توان با فَر مرتبط کرد، به طوری که توخه یا نمایش آناهیتا یا اردیشت بود. عنوان فرهاد چهارم روی سکه‌های او این بود: «شاه شاهان، ارشک، عادل، نیکوکار، نامدار، دوستدار یونان».

همچنین نوع دیگری از سکه های فرهاد چهارم دیده شده که در پشت آنها، تصویر خودش را در حال دریافت نشان از الهه یونانی آتنا نشان می دهد.

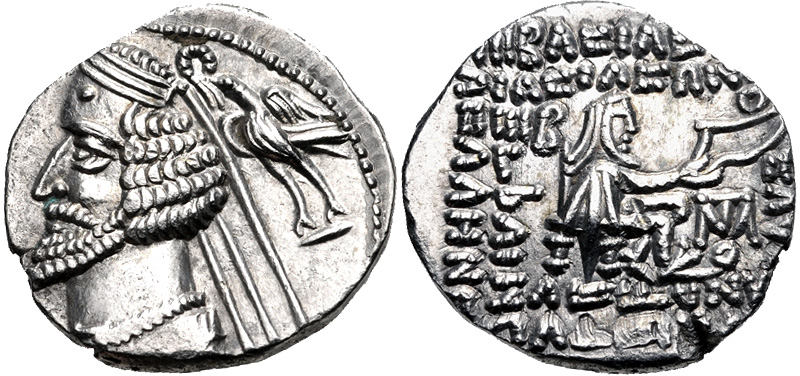
یک درهم فرهاد چهارم ضرب نسا
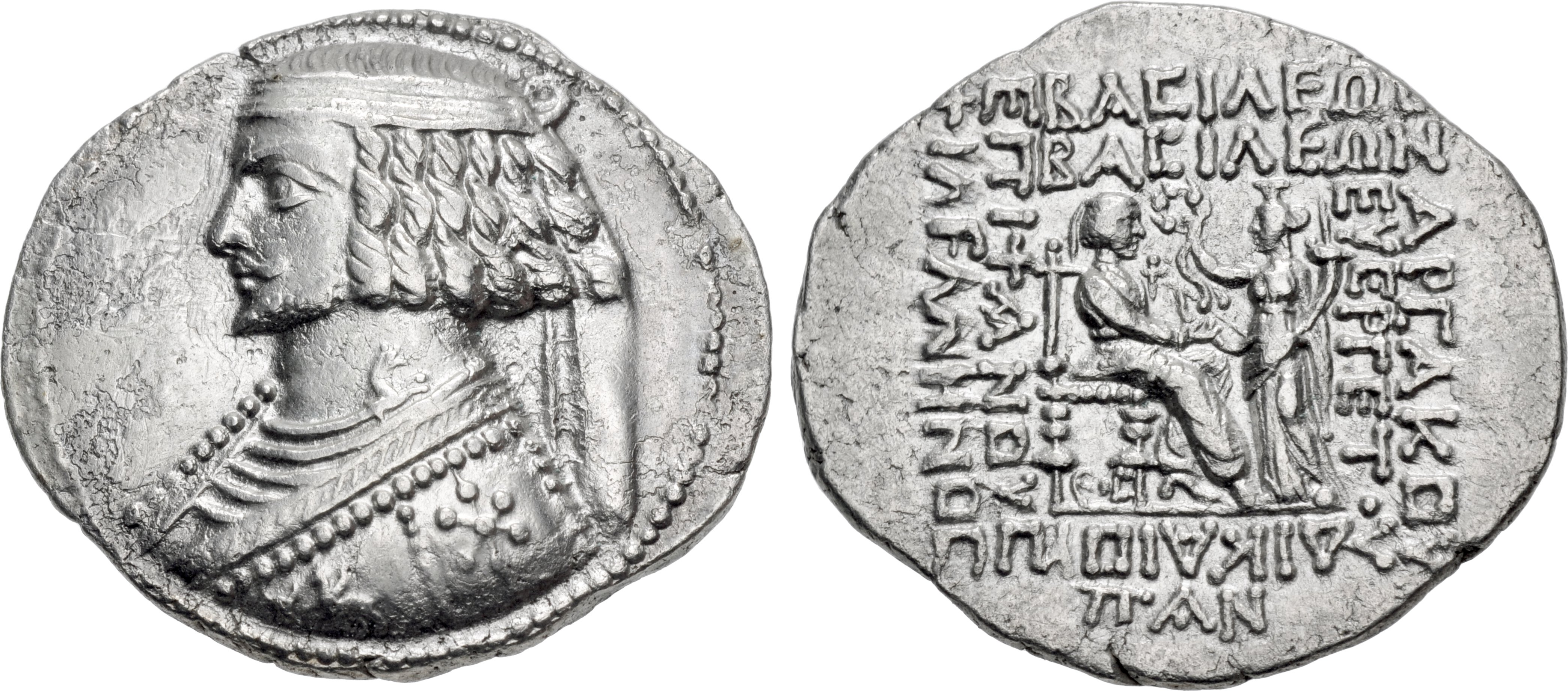
چهار درهمی فرهاد چهارم با تصویر توخه در پشت آن
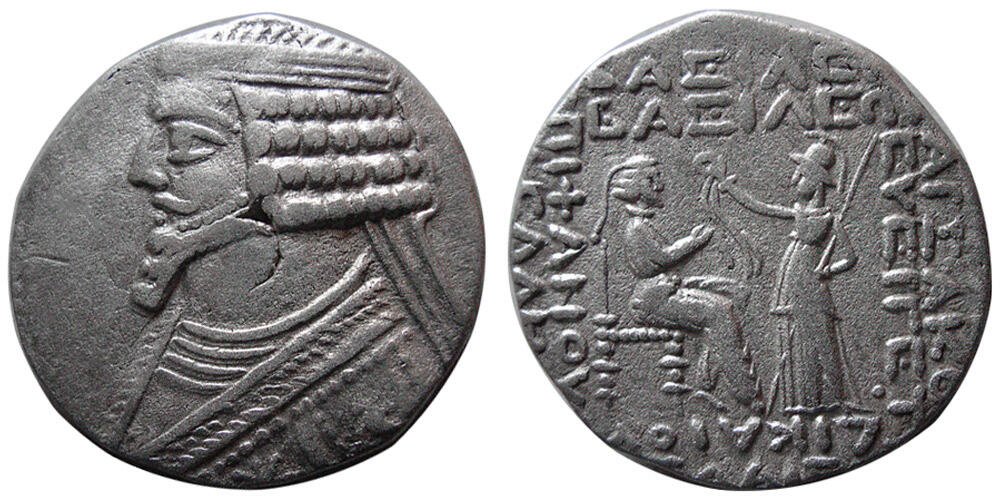
چهار درهمی فرهاد چهارم با تصویر آتنا در پشت آن
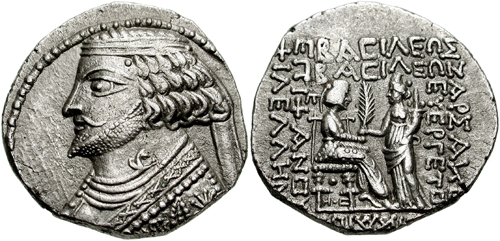
چهار درهمی فرهاد چهارم